# Zizeeria brahmina
Zizeeria brahmina är en fjärilsart som beskrevs av Felder 1865. Zizeeria brahmina ingår i släktet Zizeeria och familjen juvelvingar. Inga underarter finns listade i Catalogue of Life.